# Przełom Warty koło Mstowa
Przełom Warty koło Mstowa este o arie protejată (sit de importanță comunitară — SCI) din Polonia întinsă pe o suprafață de 100,64 ha, integral pe uscat.

## Localizare
Centrul sitului Przełom Warty koło Mstowa este situat la coordonatele 50°49′34″N 19°13′59″E / 50.8261°N 19.233°E.

## Înființare
Situl Przełom Warty koło Mstowa a fost declarat sit de importanță comunitară în octombrie 2009 pentru a proteja 2 specii de animale.

## Biodiversitate
Situată în ecoregiunea continentală, aria protejată conține 3 habitate naturale: Lacuri eutrofice naturale cu vegetație de tip Magnopotamion sau Hydrocharition, Păduri de stejar și carpen Galio-Carpinetum, Păduri aluvionare cu Alnus glutinosa și Fraxinus excelsior (Alno-Padion, Alnion incanae, Salicion albae).
La baza desemnării sitului se află mai multe specii protejate:
- amfibieni (1): buhai de baltă cu burta roșie (Bombina bombina)
- mamifere (1): castor (Castor fiber)